# Роуз Хил (Канзас)
Роуз Хил (енгл. Rose Hill) град је у америчкој савезној држави Канзас.

## Демографија
По попису из 2010. године број становника је 3.931, што је 499 (14,5%) становника више него 2000. године.
| Група             | 2000.         | 2010.         |
| Белци             | 3.280 (95,6%) | 3.665 (93,2%) |
| Афроамериканци    | 9 (0,3%)      | 11 (0,3%)     |
| Азијати           | 14 (0,4%)     | 26 (0,7%)     |
| Хиспаноамериканци | 62 (1,8%)     | 113 (2,9%)    |
| Укупно            | 3.432         | 3.931         |